# Greensleeves (Apfel)
Greensleeves ist eine Sorte des Kulturapfels (Malus domestica). 

## Beschreibung
Greensleeves ist ein mittelgroßer grün-gelber Apfel. Dabei ist die Grundfarbe am Anfang Hellgrün und wandelt sich in ein weißliches Gelb. Die kaum vorhandene Deckfarbe ist ein leichtes Orange. Wie seine Eltersorte James Grieve ist er saftig und süß, das cremig-weiße Fruchtfleisch ist aber fester als bei James Grieve.
Ähnlich wie bei James Grieve ist die Schale etwas hart, allerdings trockener als bei James Grieve. Berostung kommt nur in Form kleiner unauffälliger Rostflecken vor.
Greensleeves hat eine Kugel- bis Walzenform. Der gleichmäßig geformte Apfel hat eine Andeutung von Rippen. Der lange dünne Stiel ragt weit über die mitteltiefe Stielgrube hinaus.

## Anbau
Der Apfel wird früh in der Saison Anfang September erntereif und hält sich bis Ende November. Obwohl bereits im Anfang September erntereif können die Äpfel bis in den Oktober am Baum bleiben, was zur Beliebtheit von Greensleeves in Privatgärten beiträgt. Greensleeves verliert im November an Geschmacksintensität. Der Ertrag ist ähnlich wie bei der Elternsorte Golden Delicious sehr groß. Ohne Ausdünnung produziert er dabei nur kleine Äpfel. Dabei trägt Greensleeves sowohl an den Kurztrieben wie auch an Spitzen der Langtriebe Früchte.
Der Baum wächst aufrecht und kompakt und zeigt dabei schwachen bis mäßigen Wuchs. Greensleeves gehört zu den wenigen Apfelsorten, die selbstbefruchtend sind. Seine Blüten sind etwas frostresistent.
Von Greensleeves stammen die Sorten Bolero und Limelight ab.

## Geschichte
Benannt ist die Sorte nach dem gleichnamigen englischen Volkslied. Die Royal Horticultural Society zeichnete Greensleeves 1981 mit einem Award of Garden Merit aus.